# Pakistans ambassad i Stockholm
Pakistans ambassad i Stockholm är Pakistans diplomatiska representation i Sverige. Ambassadör sedan 2020 är Zahoor Ahmed. Ambassaden är belägen på Karlavägen 65.

## Beskickningschefer
| Namn                  | Period    | Funktion   | Anmärkning                                           |
| --------------------- | --------- | ---------- | ---------------------------------------------------- |
| Agha Hilaly           | 1956–1959 | Ambassadör |                                                      |
| Naeem U. Hasan        | ????–2001 | Ambassadör |                                                      |
| Shahid Kamal          | 2001–2005 | Ambassadör | Sidoackrediterad till Helsingfors, Tallinn och Riga. |
| Sajjad Kamran         | 2013–2014 | Ambassadör |                                                      |
| Muhammad Tariq Zameer | 2014–2017 | Ambassadör |                                                      |
| Ahmad Hussain Dayo    | 2017–2020 | Ambassadör |                                                      |
| Zahoor Ahmed          | 2020–idag | Ambassadör |                                                      |